# S.A.P.I.EN.S
Pour les articles homonymes, voir Sapiens.
S.A.P.I.EN.S est une revue scientifique pluridisciplinaire consacrée à l'intégration des savoirs pour définir les conditions d'un développement mondial soutenable, publiée par l'Institut Veolia Environnement. Son titre est l'acronyme de Surveys And Perspectives Integrating ENvironment & Society.
La revue en libre accès sous la licence Creative Commons publie des « critical state-of-the-art » (Surveys, Analyses, Introductions, Methods) et  « evidence-based opinions » (Perspectives, Views, Book Reviews) dans des domaines tels que le développement, l'urbanisation, la santé, l'agriculture, les ressources naturelles, l'éthique environnementale, etc. 
Tous les articles de S.A.P.I.EN.S sont disponibles en accès libre sur le portail OpenEdition Journals.